# Juan José Lora
Juan José Lora Olivares (Chiclayo, 27 de febrero de 1902-Lima, 10 de septiembre de 1961) fue un poeta y periodista peruano. Integrante del Grupo Norte, fue uno de los representantes tempranos del vanguardismo en el Perú, aunque sin abandonar definitivamente formas y expresiones anteriores. Cultivó una poesía regionalista, imbuida de “chiclayanidad”.

## Biografía
Nacido el 27 de febrero de 1902 en Chiclayo, sus padres fueron Juan de Dios Lora y Cordero –parlamentario, educador y magistrado –y Rosaura Olivares. Cursó estudios secundarios en el Colegio Nacional San Juan, de Trujillo (1916-1919). Allí se vinculó al movimiento renovador que su generación animó, desde el Grupo Norte. 
Luego se trasladó a Lima, donde prestó servicios a la Biblioteca Nacional y contribuyó a las tareas de las universidades populares González Prada (1923). Durante algunos años vivió en una bohemia decadente, acompañando en tal trajín al poeta César Vallejo, entonces en víspera de partir a Europa. Se dedicó también al espiritismo. En 1925 publicó su primer poemario, Diánidas, y en 1926 colaboró asiduamente en la revista Poliedro, publicación dedicada a la poesía y que tuvo vida efímera. 
En 1930 se incorporó al partido aprista, colaborando en su beligerante propaganda, siendo uno de sus fundadores y tomando el cargo de Secretario General. Tomó a su cargo la dirección de Idea y sufrió persecución y prisión por sus ideas políticas. Fue desterrado a Chile (1934), en donde sufrió la terrible experiencia de ser testigo de la violenta muerte de una de sus 4 hijos que dejó en el cementerio general de Santiago de Chile, tras lo cual volvió al Perú con sus hijos Juan, Jose, Mirta y su esposa Ana Gricelda Cortinez Cáceres. 
De vuelta en el Perú (1946), se estableció en su ciudad natal, donde dirigió Hechos (1946-1948), diario aprista. Al efectuarse el golpe de Estado que encabezara el general Manuel A. Odría (1948), fue recluido en el presidio de la isla El Frontón; y cuando recuperó la libertad, vivió dominado por una angustiosa altivez. Al año siguiente de su muerte sus amigos publicaron su último poemario: Con sabor a mamey (1962).

## Obras
Poemarios:
- Diánidas (1925).
- Lydia (1927).
- Chiclayo de Juan José Lora (1955).
- Con sabor a mamey (1962).

## Crítica
Fue un poeta intenso, musical y parco. Aunque tomó parte en las empresas vanguardistas y colaboró en las revistas más audaces en cuanto a la forma del verso, guardó siempre un profundo sentimiento romántico; fue un sentimental defensor de los pobres y sufridos. Compañero de Vallejo en la “bohemia trujillana” y en sus andanzas en Lima, ambos buscaban desgarradoramente expresiones capaces de traducir sus angustias y preocupaciones, las cuales al parecer iban más allá de las posibilidades del idioma. En su primer poemario Diánidas (febrero de 1925), se puede vislumbrar que bajo el manto de estrofas convencionales, como la “Canción del Hospital”, se mueven insólitos elementos verbales, signo de una tenaz busca de nuevos giros y palabras. No llega como Vallejo a crear un lenguaje poético, pero al menos lo intenta; además usa con éxito las antítesis escuetas, las dicotomías compuestas que dan como resultado palabras de doble vida. Su última obra, póstumamente publicada, Con sabor a mamey (1962), es un libro curioso y bello. El poeta no se ha renovado en cuanto a recursos verbales y estróficos, pero ha surgido en él una actitud nueva, fruto evidente de la nostalgia del terruño (sus últimos años los vivió en Lima). Acentúa la emoción, el sentimiento humano y la serenidad enlutada. El tipo de poesía es provincial, en muchos aspectos chola, mezcla de lamentos indios y pedanterías costeñas, gráfica y jactanciosa. Es una poesía chola con sabor a mamey. (Luis Alberto Sánchez en La literatura peruana, tomo V. Lima, 1975).